# Tillandsia pyramidata
Tillandsia pyramidata är en gräsväxtart som beskrevs av Éduard-François André. Tillandsia pyramidata ingår i släktet Tillandsia och familjen Bromeliaceae.

## Underarter
Arten delas in i följande underarter:
- T. p. pyramidata
- T. p. vivipara